# Joëlle Elvinger
Joëlle Elvinger (geboren am 6. Januar 1980 in der Stadt Luxemburg) ist eine luxemburgische Juristin und Politikerin der Demokratischen Partei (DP). Von Dezember 2013 bis Ende 2019 war sie, mit einer kurzzeitigen Unterbrechung 2018, Mitglied der Abgeordnetenkammer, dem Parlament des Landes. Seit Anfang 2020 vertritt Elvinger das Großherzogtum am Europäischen Rechnungshof.

## Leben
Elvinger wurde am 6. Januar 1980 in der Stadt Luxemburg geboren als Tochter eines leitenden Angestellten und späteren Eigentümers einer Firma aus der Elektromechanikbranche. Zur Grundschule ging sie in Helmsingen und anschließend in Walferdingen, ihr Abitur legte sie 1999 am Lycée de Garçons in der Landeshauptstadt ab. Es folgte ein Studium an der Universität Aix-en-Provence, wo sie 2002 die Licence in Rechtswissenschaften und 2003 die Maîtrise in Handelsrecht erlangte. Nachfolgend war sie für ein Jahr an der Queen Mary University in London eingeschrieben, hier erwarb sie einen Master of Laws in Steuerrecht. Anschließend kehrte Elvinger nach Luxemburg zurück, wo sie im Mai 2005 bei der Anwaltskammer zugelassen wurde. Zunächst war sie als angestellte Anwältin tätig, ab April 2009 betrieb sie eine eigene Kanzlei.
Neben ihrem Beruf engagierte sich Elvinger unter anderem bei der luxemburgischen Alzheimer-Gesellschaft, wo sie seit 2009 Mitglied des Verwaltungsrates war. Elvinger ist, Stand Ende 2019, verheiratet, ihr Ehemann ist als Wirtschaftsberater und Unternehmensverwalter tätig.

## Politik
Elvinger ist seit 2005 Mitglied der DP. Bei der Kommunalwahl im November 2005 wurde sie erstmals in den Gemeinderat von Walferdingen gewählt. Von November 2011 bis Ende 2015 fungierte sie dort als Beigeordnete und anschließend, als Nachfolgerin von Guy Arendt, bis November 2017 als Bürgermeisterin.
Bei der Parlamentswahl 2013 gelang Elvinger im Wahlbezirk Mitte der Sprung in die Abgeordnetenkammer, wobei sie als Nachrückerin davon profitierte, dass mit Xavier Bettel und Corinne Cahen zwei vor ihr Platzierte in die Regierung wechselten und wegen der geltenden Unvereinbarkeitsregeln auf das ihnen zustehende Mandat verzichteten. Da sich bei der folgenden Wahl 2018 die gleiche Konstellation ergeben hatte, musste sie erneut bis zur Bildung der Regierung warten, ehe sie ihren Sitz in der Kammer einnehmen konnte. Im Parlament konzentrierte sich Elvinger auf Haushalts- und Finanzfragen sowie die Umsetzung einer Steuerreform.
Seit Jahresbeginn 2020 ist Elvinger als Nachfolgerin von Henri Grethen das Mitglied Luxemburgs beim Europäischen Rechnungshof, ihre Amtszeit läuft bis Ende 2025. Ihren Sitz in der Kammer gab sie zugleich auf, Nachrücker hier wurde der Generalsekretär der DP, Claude Lamberty.